# 利索瓦斯洛比德卡 (別爾季切夫區)
49°53′23″N 28°19′16″E / 49.88972°N 28.32111°E
利索瓦斯洛比德卡（烏克蘭語：Лісова Слобідка），是烏克蘭的村落，位於該國北部日托米爾州，由別爾季切夫區負責管轄，始建於1765年，面積0.9平方公里，海拔高度282米，2001年人口238，人口密度每平方公里264.44人。